# Stammtafeln der Althessischen Ritterschaft aus neuerer Zeit
Stammtafeln der Althessischen Ritterschaft aus neuerer Zeit ist der Titel eines Genealogischen Werks von Karl von Baumbach-Nassenerfurth über die Genealogie der Geschlechter der Althessischen Ritterschaft.
Es ist eine Fortsetzung Rudolf von Buttlar-Elberbergs Stammbuch der Althessischen Ritterschaft, das nach annähernd 50 Jahren nicht mehr auf dem aktuellen Stand war.
Anlass des im Jahr 1932 herausgegebenen Buchs war das 400. Jubiläum des Jahres 1532, als das von Philipp dem Großmütigen gestiftete Kloster Kaufungen und das des Stifts Wetter durch ihn der Althessischen Ritterschaft übergeben wurden.
Mindestens in den Jahren 1958 und 1977 erschienen weitere, ebenfalls von der Althessischen Ritterschaft herausgegebene Fortsetzungen von den Autoren Siegfried von Dörnberg und Winfried Schutzbar-Milchling, jeweils unter dem Titel: Stammtafeln der althessischen Ritterschaft im ehemaligen Kurfürstentum Hessen.

## Inhalt
Inhaltlich sind nach wie vor die Stammtafeln der schon in Buttlar-Elberbergs vorherigen Band berücksichtigten, 39 im Raum des ehemaligen Kurfürstentum Hessen blühenden Adelsgeschlechter vertreten, des Weiteren 6 Geschlechter im Raum Hessen-Darmstadt bzw. Großherzogtum Hessen, die Anfang des 20. Jahrhunderts nach Westfalen abgetrennt wurden:
- Breidenbach zu Breidenstein
- Buseck
- Leonhardi
- Nordeck zur Rabenau
- Rotsmann
- Wambolt von Umstadt

In einem „kurze[n] Begleitwort“ (Vorwort) schilderte Baumbach seine Grundsätze in der Bearbeitung seines Werks.
Die Stammtafeln beinhalten in etwa „fünf Geschlechterfolgen“ (Generationen) jeweils die Nachkommen von Stammvätern, die um das Jahr 1800 lebten. Unverheiratet verstorbene Glieder der Stammtafeln, die schon in Buttlar-Elberbergs Band standen, wurden weggelassen. Kinderlos verstorbene, aber verheiratete Personen wurden hingegen berücksichtigt.
Ein Namensregister fehlt wie in Rudolf von Buttlar-Elberbergs vorherigem Band auch in Carls von Baumbach Fortsetzung.

## Ausgabe
- Verein der Althessischen Ritterschaft (Hrsg.): Karl von Baumbach-Nassenerfurth: Stammtafeln der Althessischen Ritterschaft aus neuerer Zeit als Fortsetzung des Rudolf von Buttlar’schen Stammbuchs der Althessischen Ritterschaft im ehemaligen Kurfürstentum Hessen bearbeitet unter Beifügung von Stammtafeln der ritterlichen Geschlechter im ehemaligen Kurfürstentum Hessen. Zum vierhundertjährigen Jubiläum des ritterschaftlichen Stiftes Kaufungen mit Wetter. Scheitler (Verlag), Rudolstadt 1932. (Volltext)

## Fortsetzungen
- Verein der Althessischen Ritterschaft (Hrsg.): Siegfried von Dörnberg: Stammtafeln der Althessischen Ritterschaft im ehemaligen Kurfürstentum Hessen: unter Beifügung der Stammtafeln der ritterschaftlichen Geschlechter im ehemaligen Großherzogtum Hessen als Fortsetzung des Rudolf von Buttlar’schen Stammbuches aus dem Jahre 1888 sowie der Stammtafeln des Karl von Baumbach-Nassenerfurth aus dem Jahre 1932. Hoehl (Verlag), Bad Hersfeld 1958.[3]
- Verein der Althessischen Ritterschaft (Hrsg.): Winfried von Schutzbar-Milchling: Stammtafeln der Althessischen Ritterschaft im ehemaligen Kurfürstentum Hessen: unter Beifügung der Stammtafeln der ritterschaftlichen Geschlechter im ehemaligen Großherzogtum Hessen als Fortsetzung des Rudolf von Buttlar’schen Stammbuches aus dem Jahre 1888 sowie der Stammtafeln des Karl von Baumbach-Nassenerfurth aus dem Jahre 1932 und der Stammtafeln des Siegfried von Dörnberg aus dem Jahre 1958 und der Stammtafeln des Winfried von Schutzbar. Wißmann (Verlag), 1977.[4]

## Quelle
Carl Knetsch: Karl von Baumbach-Nassenerfurth, „Stammtafeln der Althessischen Ritterschaft ..., Marburg. In: Der Deutsche Herold 63 (LXIII), Nr. 11, 12 (November, Dezember). Berlin 1932. S. 71–72. (PDF)